# 沖縄県社会人サッカーリーグ
沖縄県社会人サッカーリーグ（おきなわけんしゃかいじんサッカーリーグ）とは、全国の各都道府県にあるサッカーの都道府県リーグのひとつ。沖縄県のクラブチームが参加するリーグである。
タイトルスポンサーとして沖縄テレビがついており、正式名称はOTV杯争奪 OFA第○○回沖縄県サッカーリーグという。

## 概要&レギュレーション
沖縄県社会人リーグは3部構成となっている（2025年）。全てのカテゴリで1回戦総当たりで行う。
- 1部（10チーム）
- 2部（東リーグ9チーム、西リーグ8チーム）
- 3部（東リーグ8チーム、西リーグ8チーム、南リーグ7チーム）

3部は2019年まで東西南北の4ブロックであったが、2020年より3ブロック制となっている。

### 昇格・降格に関して
- 1部の優勝チームは九州各県リーグ決勝大会の出場権を得る。ただし、大学サッカー連盟所属チームが優勝した場合は2位が繰り上げ出場となる。同大会優勝で九州サッカーリーグに昇格、準優勝で九州リーグ9位と入替戦を行う。
- 1部9位・10位が自動降格。2部の各ブロック1位が1部に昇格。
- 2部の各ブロック最下位が3部に自動降格。3部の各ブロック1位が2部に昇格。

なお、いずれも九州リーグとの昇降格により変動する可能性がある。

## 参加チーム（2025年）

### 1部
- 海邦銀行SC
- FCセリオーレ沖縄
- F.C.那覇
- 沖縄国際大学サッカー部
- F.Cキングカメハメハ
- FCあまわり
- 沖縄国際大学SC
- SIESTA読谷
- 港川キッカーズ
- FC与那原

### 2部
| 東リーグ - 前原SC - FCカリーナ - FC Superiore - イトーSC - FC小禄 - 与勝クラブ - 北中城SC - FC CALCIO - FCセリオーレ沖縄2nd | 西リーグ - 名護スポーツFC - 北谷クラブ - 東風平FC - 西原SC - 津嘉山クラブ - 航空自衛隊レキオウィングFC - FC ISLA - 浦添SC |

### 3部
| 東リーグ - 宜野座SV - ALL BLUE - 三和FC - 宮古ミックスFC - おきなわFC - 嘉手納イレブン - FCカルチェット - X-ONE | 西リーグ - 海上自衛隊那覇基地サッカー部 - 糸満SC - 本部FC - 沖縄教員SC - アミスタいとまん - Shiosai Club - 10years - 大里ルーズボーイズ | 南リーグ - FC Nahacelona - CAMARADE75 - FC金武 - 城クラブ - 琉球大学医学部サッカー部 - 那覇市SC - 琉球銀行 |

## 歴代優勝クラブ

### 1部
※九州サッカーリーグ昇格は太字で表記
- 2000年（第29回）小禄クラブ
- 2001年（第30回）沖縄かりゆしFC
- 2002年（第31回）海邦銀行SC
- 2003年（第32回）FC知念
- 2004年（第33回）FC琉球
- 2005年（第34回）小禄クラブ
- 2006年（第35回）小禄クラブ
- 2007年（第36回）小禄クラブ
- 2008年（第37回）沖縄市SC
- 2009年（第38回）F.C.那覇
- 2010年（第39回）F.C.那覇
- 2011年（第40回）沖縄市SC
- 2012年（第41回）F.C.那覇
- 2013年（第42回）SIESTA読谷
- 2014年（第43回）東風平FC
- 2015年（第44回）FCあまわり
- 2016年（第45回）沖縄国際大学[2]（2位：F.C.那覇）
- 2017年（第46回）沖縄国際大学[3]（2位：沖縄SV）
- 2018年（第47回）沖縄国際大学[4]
- 2019年（第48回）名護スポーツFC
- 2020年（第49回）新型コロナウイルス感染拡大により中止[5]
- 2021年（第50回）FCセリオーレ[6]
- 2022年（第51回）FCセリオーレ
- 2023年（第52回）海邦銀行SC
- 2024年（第53回）FCセリオーレ